# Lago (Castellabate)
Lago (U' Lao in dialetto cilentano) è una frazione del comune di Castellabate, in provincia di Salerno.

## Geografia fisica

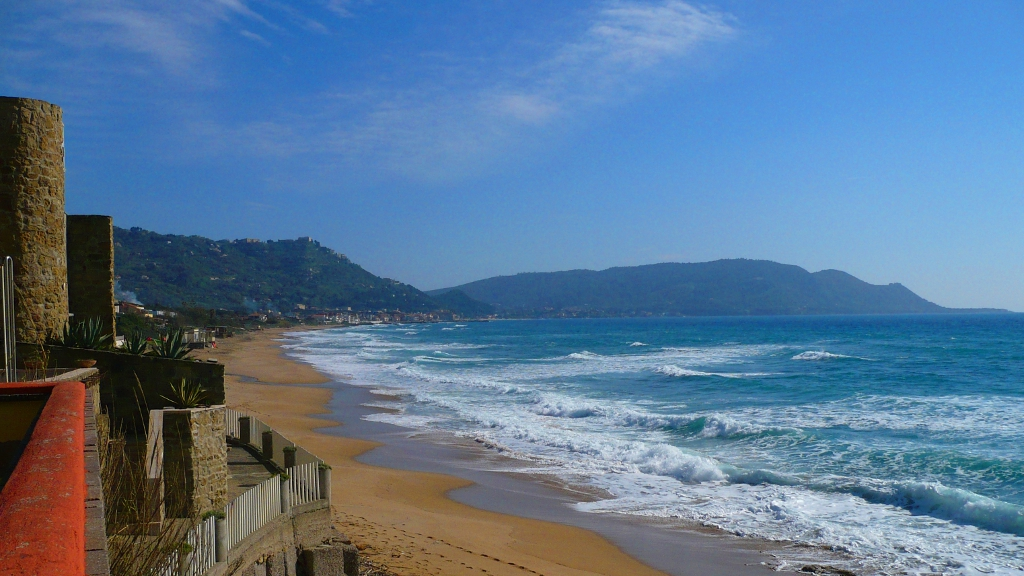
Vista dal Belvedere dei Trezeni

### Territorio
Il paese si estende prevalentemente lungo la costa del mar Tirreno, collocato in una pianura tra Monte Tresino (a nord), Alano (a est) e Santa Maria (a sud). Il suo territorio rientra completamente nel perimetro del parco nazionale del Cilento, Vallo di Diano e Alburni, mentre la sua costa rientra nell'area marina protetta di Santa Maria di Castellabate. Dal comune capoluogo dista circa 2,75 km, 13 km da Agropoli e circa 68 km da Salerno.

### Clima
La zona, data la sua posizione geografica sulla costa tirrenica, è contraddistinta da un clima mediterraneo, con estati calde, inverni miti e tante giornate di sole. Le temperature medie del mese più freddo, gennaio, vanno da una minima di 4 °C a una massima di 12 °C, mentre in luglio e agosto si passa dai 18 °C ai 29 °C. Il clima temperato è favorito anche dalla protezione dell'Appennino campano che ripara la zona dai venti freddi in inverno. Le precipitazioni, molto scarse nei mesi estivi, toccano il picco massimo in dicembre, quando piove in media un giorno ogni due.

La stazione meteorologica più vicina è quella di Casal Velino. In base alla media trentennale di riferimento 1961-1990, la temperatura media del mese più freddo, gennaio, si attesta a +8,7 °C; quella del mese più caldo, agosto, è di +25,7 °C.
| CASAL VELINO       | Mesi | Mesi | Mesi | Mesi | Mesi | Mesi | Mesi | Mesi | Mesi | Mesi | Mesi | Mesi | Stagioni | Stagioni | Stagioni | Stagioni | Anno |
| CASAL VELINO       | Gen  | Feb  | Mar  | Apr  | Mag  | Giu  | Lug  | Ago  | Set  | Ott  | Nov  | Dic  | Inv      | Pri      | Est      | Aut      | Anno |
| ------------------ | ---- | ---- | ---- | ---- | ---- | ---- | ---- | ---- | ---- | ---- | ---- | ---- | -------- | -------- | -------- | -------- | ---- |
| T. max. media (°C) | 11,9 | 12,6 | 15,3 | 18,6 | 22,9 | 27,0 | 30,2 | 30,7 | 27,0 | 22,3 | 16,8 | 13,7 | 12,7     | 18,9     | 29,3     | 22,0     | 20,8 |
| T. min. media (°C) | 5,6  | 5,9  | 7,8  | 10,5 | 13,9 | 17,6 | 20,2 | 20,6 | 17,6 | 14,2 | 10,3 | 7,5  | 6,3      | 10,7     | 19,5     | 14,0     | 12,6 |

- Classificazione climatica: zona C, 1088 GG

## Storia
La storia del paese ripercorre marcatamente le vicende che hanno riguardato Castellabate, in quanto il territorio era alle strette dipendenze degli amministratori del Castello dell'abate.
Le prime notizie sulla frazione si hanno nel XII secolo, quando la zona era costituita prevalentemente da una palude (probabilmente per questo venne poi denominata "Lago") a causa del continuo straripamento del fiume Laris che attraversava completamente il promontorio. Il nome della frazione potrebbe anche derivare dall'aberrazione di "Laris" in "Lao", e poi "Lago". Il territorio fu bonificato dai benedettini della badia di Cava nel 1138, quando il castello dell'abate, centro amministrativo del feudo di Castellabate, era governato dall'abate Simeone, successore di Costabile Gentilcore.
Il paese, come le altre frazioni comunali, è stato oggetto di una profonda rivoluzione urbana negli anni settanta-ottanta, che lo hanno trasformato da un centro dedito all'agricoltura e allevamento a centro turistico balneare, con la costruzione di svariate strutture ricettive e case estive.

## Monumenti e luoghi d'interesse

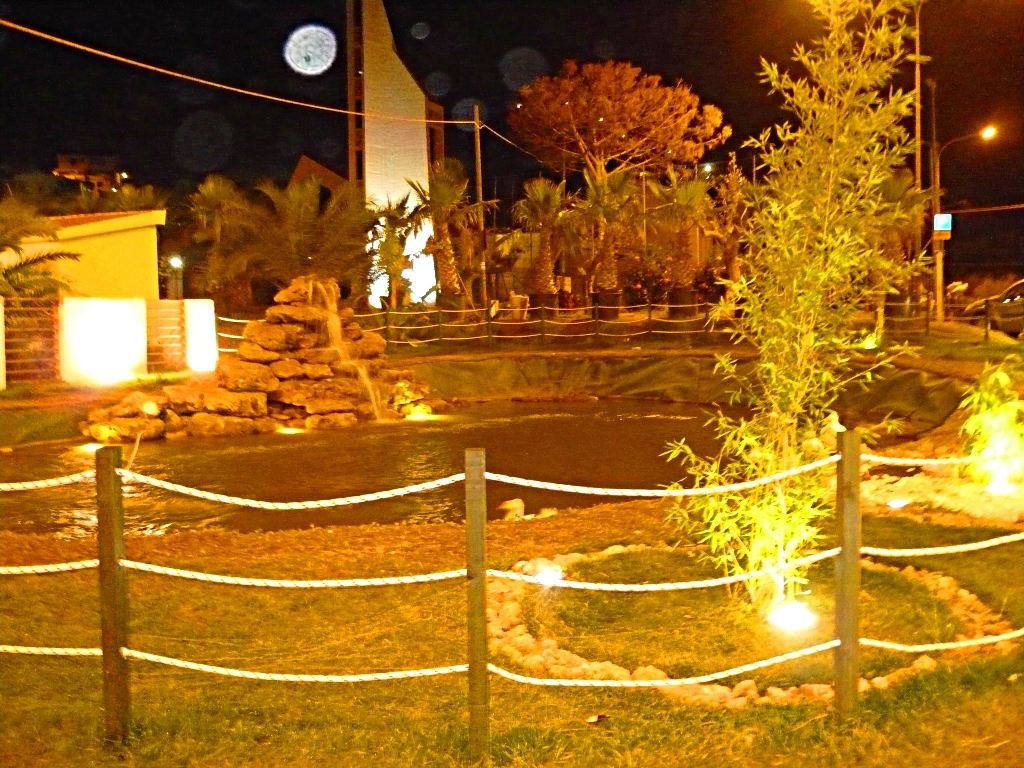
Lago con cascata

- Chiesa di Sant'Antonio da Padova: eretta ad una navata nel 1925[2].
- Chiesa della Santissima Immacolata: costruita in stile moderno, con un campanile di quattro piani e numerose vetrate, a piazza Madre Teresa di Calcutta.
- Costa e area marina: Lago si estende prevalentemente lungo il mar Tirreno con l'area marina protetta Santa Maria di Castellabate e una costa lineare affiancata interamente da una lunga spiaggia sabbiosa, conosciuta come "spiaggia del Lago" o "ù Sciome" dagli abitanti locali[3].
- Cava dei rocchi: la spiaggia sabbiosa di Lago ricopre in parte una cava del VI secolo a.C. scoperta nel 2010. Da tale sito i Greci Trezeni estraevano i rocchi: blocchi di pietra arenaria di forma cilindrica, utilizzati per comporre il fusto delle colonne. Con tali materiali furono costruiti i templi di Paestum[4].
- Belvedere dei Trezeni: terrazza panoramica situata ai piedi del monte Tresino, da dove è possibile osservare tutto il litorale di Castellabate e di punta Pagliarola, che con i suoi dirupi chiude il golfo[4].
- Lago artificiale con cascata: realizzato a piazza Madre Teresa di Calcutta.
- Parco e sentieri naturali: il territorio rientra interamente nel parco nazionale del Cilento, Vallo di Diano e Alburni e presenta diverse aree verdi e sentieri naturali, attrezzati anche come percorsi botanici. I principali sentieri naturali sono quelli tra "Lago, Tresino, San Pietro" di 9,1 km (via interna) e "Lago, Tresino, Trentova di Agropoli" (via mare)[1].

## Società

### Turismo
il turismo a lago è prevalentemente balneare, con la diffusione di numerose strutture (villaggi e lidi), che ricoprono quasi 3 km di spiaggia.

### Dialetto
Il dialetto che parlano i laghesi è il cilentano, ma con alcune varianti e peculiarità che lo differenziano da quello dei paesi limitrofi (uso della "e" al posto della "i" per una serie di vocaboli e per l'articolo determinativo "u" invece di "lu"). È molto simile al dialetto cilentano meridionale specie per quanto riguarda la pronuncia chiara e distinta delle vocali finali (a differenza degli altri dialetti campani che le indeboliscono), la doppia "l" che diventa doppia "d" e l'uso del doppio congiuntivo ("si u sapia, tu dicia", in italiano "se lo sapessi, te lo direi").

### Religione
Lago affonda le sue radici storiche nella cultura cristiana, essendo un territorio bonificato e amministrato per diversi secoli dai benedettini della Badia di Cava. La maggioranza della popolazione locale è di religione cristiana (Chiesa cattolica). Nella frazione è molto diffusa la venerazione per il patrono sant'Antonio da Padova. È la sede della parrocchia di Sant'Antonio da Padova, che appartiene alla diocesi di Vallo della Lucania.

## Cultura

### Scuole
Ha sede a Lago una scuola primaria.

### Cucina
- fichi impaccati;
- "fichi con la cioccolata";

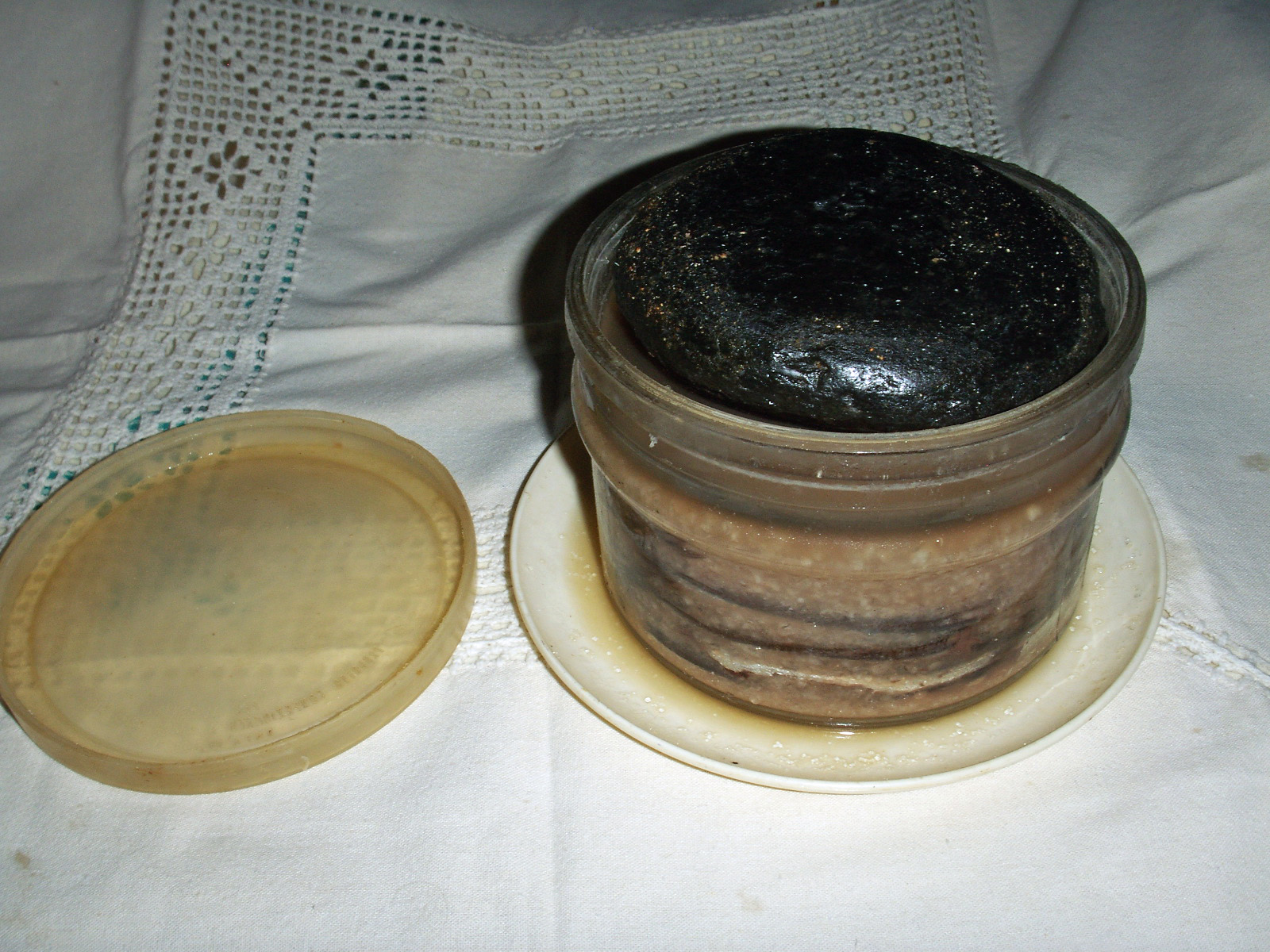
Preparazione alici sotto sale

- "scauratielli" (zeppole zuccherate);
- "nocche" (pasticelle con crema o cioccolata);
- alici "marinate" (immerse in aceto o limone);
- alici "in tortiera" (ricoperte col pane grattugiato);
- alici sotto sale;
- alici "mbuttunate" (farcite, ripassate nell'uovo e fritte);
- pizza cilentana;
- acquasale;
- ciambota;
- "fusilli alla cilentana" (con carne e formaggio di capra);
- "zeppole cu'i sciuriddi" (zeppole con i fiori di zucca)[8][9].

### Eventi
- Via Crucis vivente (venerdì santo) da Alano a Lago
- Festa di sant'Antonio da Padova (13 giugno)
- Festa dell'Immacolata Concezione (8 dicembre)[10]

## Geografia antropica
Lago (ù Lao in dialetto cilentano) è una frazione costiera del comune di Castellabate. Il suo abitato è abbastanza contiguo con quello dell'altra frazione costiera di Santa Maria. Il centro della frazione è localizzato presso piazza Madre Teresa di Calcutta, a cui si arriva percorrendo la strada principale, ovvero corso Beato Simeone, dedicata all'abate Simeone, benefattore del paese.

## Infrastrutture e trasporti

### Strade
Il principale collegamento stradale è la ex strada statale 267, declassata in strada regionale.
Le strade provinciali che attraversano il territorio sono:
- Strada provinciale 237 bivio Sant'Andrea-Lago.

### Mobilità urbana
Il servizio di mobilità urbana tra le varie frazioni comunali è svolto mediante autobus dalla società cooperativa SMEC autotrasporti.

## Economia
Lago è una località balneare con una buona offerta ricettiva composta da camping, hotel e residence, che fa del turismo la sua principale attività economica. Ciò è dovuto alla posizione nel parco nazionale del Cilento, Vallo di Diano e Alburni, alla buona qualità delle acque (che dal 1999 ogni anno le frutta la bandiera blu) ed anche alla relativa semplicità di collegamento con centri come Napoli e Salerno.

## Sport
Nella frazione è collocato l'impianto sportivo polivalente del campo Donna Giulia Boroli, con una superficie di gioco in erba sintetica.
Il mare di Lago ospita una delle tappa dei campionati regionali e nazionali di nuoto di fondo e mezzofondo.